# Madonna col Bambino e san Giovannino (Botticelli San Paolo)
La Madonna col Bambino e san Giovannino è un dipinto tondo del pittore fiorentino Sandro Botticelli e della sua bottega (Bartolomeo di Giovanni o Raffaellino del Garbo) realizzato circa nel 1490-1500 e conservato nel Museo d'arte di San Paolo in Brasile.

## Storia

### Provenienza
In origine il dipinto si trovava al Palazzo Capponi alle Rovinate di Firenze, progettato da Lorenzo di Bicci nel 1410 per ordine di Niccolò da Uzzano. Nel XIX secolo il tondo entrò a far parte della collezione privata del ricco mercante inglese Thomas Blayds a Liverpool. Successivamente, l'opera fu venduta a Lord Wigan, conte di Crawford e Balcarres, rimanendo così in Inghilterra . Il 2 ottobre 1947 l'opera fu acquisita dal Museo d'Arte di San Paolo con fondi donati dalla signora Sinha Junqueira, imprenditrice e mecenate di Ribeirão Preto.

### Attribuzione
La paternità dell'opera in questione meritò un'analisi dettagliata di Roberto Longhi nel 1947. In una lettera a Pietro Maria Bardi, ora nell'archivio MASP, lo storico italiano afferma che è possibile osservare nel tondo "senza dubbio la mano di Botticelli". La sua opinione è stata corroborata da Antonino Santangelo, che ha detto: "si può riconoscere l'intervento diretto sul dipinto di Botticelli". L'attribuzione all'opera di Botticelli è stata successivamente confermata da altri esperti, tra cui Miklos Boskovits e Yukio Yashiro.
Tuttavia la maggior parte dei critici sembra concordare sul fatto che una parte del paesaggio sullo sfondo e la figura di San Giovannino sarebbero stati eseguiti da un ausiliario nella bottega del Botticelli, sulla base di una chiara differenza di stile rispetto alla figura della Madonna col Bambino. Roberto Longhi ritiene più tipici del Ghirlandaio i disegni del paesaggio e del San Giovannino e propone il nome di Bartolomeo di Giovanni – discepolo di entrambi i pittori – come possibile collaboratore alla realizzazione del tondo Botticelli. Antonino Santangelo, a sua volta, attribuisce a Raffaellino del Garbo la realizzazione della figura ausiliaria di San Giovannino.

## Descrizione
Il dipinto del Museo d'arte di San Paolo è unanimemente datato nell'ultimo decennio del XV secolo, sulla base di somiglianze con altre opere di questo periodo, in cui si percepisce un cambiamento nello stile pittorico dell'autore. Sottolineiamo la bella struttura della composizione, in cui le figure della Madonna col Bambino stanno arditamente all'interno del tondo, liberandosi così dell'elegante simmetria della sua giovinezza. Lo stesso gioco compositivo si nota nei dettagli del sedile inclinato, su cui poggia il libro Magnificat, appoggiato alla cornice del dipinto in maniera quasi illusionistica. Altrettanto degno di nota è la notevole intensificazione del legame affettivo che unisce Maria e Gesù bambino, insolito nelle Madonne eseguite dal pittore in gioventù.
Lo storico dell'arte italiano Roberto Longhi osserva che il disegno della scena è strutturato attraverso "linee incrociate e radiali" e non da "linee flessibili ad arco", che colloca l'opera nel suddetto contesto di più libera composizione che segna la maturazione dello stile del pittore alla fine del XV secolo. Analogo parere emette Antonino Santangelo, rilevando che "il libero e armonioso intreccio di mani e volti, la mobilità e la precisione richiamano le opere di Botticelli poco prima del 1500".
Si possono infatti elencare almeno una dozzina di produzioni del Botticelli, tutte dell'ultimo decennio del secolo, simili per composizione all'opera del Museo d'arte San Paolo, il più vicino è il tondo che si conserva allo Sterling e Francine Clark Art Institute a Williamstown nel Massachusetts, identico al titolo di quest'opera e datato anch'esso circa nel 1490.

## Stile
L'iconografia della Madonna col Bambino è uno dei temi più ricorrenti nella storia dell'arte. La sua origine risale alle rappresentazioni maestose dell'Alto Medioevo dove Maria, incoronata, in trono o in piedi, presenta tra le sue braccia il Bambino divino. I pittori del Rinascimento italiano hanno contribuito alla rappresentazione diffusa della "Madonna della tenerezza", caratterizzata da una rappresentazione più emotiva e umana di questo tema, piuttosto che dall'approccio strettamente sacro dato dall'arte bizantina. Nelle parole di Marcio Doctors "le Madonne rinascimentali segnano "lo spirito rinascimentale che lo caratterizza: la fede nell'uomo, come soggettività, ponendolo al centro del mondo. Sia il Rinascimento che l'amore materno abbracciano l'uomo allo stesso modo quando fanno girare il mondo intorno a lui".
Botticelli produsse un gran numero di Madonne durante i decenni del 1480 e del 1490. Una parte considerevole era costituita da tondi, in cui l'artista ritraeva in adorazione Maria, il Divin Bambino e San Giovannino. I tondi (tondo, singolare) erano opere d'arte di forma circolare (dipinti o sculture), per lo più di tema sacro o storico. Erano molto apprezzati nel XV secolo e spesso ordinati da mecenati e corporazioni per decorare palazzi o per essere utilizzati come oggetti di devozione privata.